# Ralph Ineson
Ralph Michael Ineson sinh ngày 15 tháng 12 năm 1969) là một diễn viên người Anh, được biết đến với vai diễn Dagmer Cleftjaw trong Trò chơi vương quyền, Amycus Carrow trong ba phần phim Harry Potter cuối cùng, Đại tá Ansiv Garmuth trong Star Wars: Jedi cuối cùng, William trong Phù thủy, Donald Bamford trong bộ phim truyền hình Goodnight Sweetlove và Chris Finch trong The Office của BBC.

## Tiểu sử
Ineson được sinh ra ở Leeds, West Riding of Yorkshire và được dạy tại Trường Woodleigh, Bắc Yorkshire và trường Pocklington. Vào đầu những năm 1990, sau khi học ngành Nghiên cứu Văn nghệ tại Đại học Furness và Đại học Lancaster. Anh là giáo viên tại York Sixth Form College, và cũng là huấn luyện viên môn cricket tại đó.

## Đời sống cá nhân
Anh đã kết hôn với Ali Ineson, biên tập viên của tạp chí thời trang Warpaint, vào tháng 12 năm 2003; họ có hai đứa con, Luc (sinh năm 1999) và Rebecca (sinh năm 2003).

## Phim
| Năm  | Tựa đề                                    | Vai                     | Ghi chú                     |
| ---- | ----------------------------------------- | ----------------------- | --------------------------- |
| 1994 | Syrup                                     | Skinhead                | Phim ngắn                   |
| 1994 | Shopping                                  | Dix                     |                             |
| 1995 | First Knight                              | Ralf                    |                             |
| 1997 | Shooting Fish                             | Mr. Ray                 |                             |
| 2001 | From Hell                                 | Gordie                  |                             |
| 2001 | South West 9                              | Liam                    |                             |
| 2007 | The Last Thing to Go Through a Fly's Mind |                         | Phim ngắn                   |
| 2007 | Shoot on Sight                            | Marber                  |                             |
| 2007 | Cass                                      | Sergeant Mullins        |                             |
| 2008 | Is Anybody There?                         | Mr. Kelly               |                             |
| 2009 | The Damned United                         | Phóng viên              |                             |
| 2009 | Suicide Man                               | DJ (lồng tiếng)         | Phim ngắn                   |
| 2009 | Harry Potter và Hoàng tử lai              | Amycus Carrow           |                             |
| 2010 | Sex & Drugs & Rock & Roll                 | The Sulphate Strangler  |                             |
| 2010 | Robin Hood                                | Người miền bắc          |                             |
| 2010 | Another Year                              | Drill Worker            |                             |
| 2010 | Harry Potter và Bảo bối Tử thần - Phần 1  | Amycus Carrow           |                             |
| 2011 | Harry Potter và Bảo bối Tử thần - Phần 2  | Amycus Carrow           |                             |
| 2011 | Intruders                                 | Alarm Installer         |                             |
| 2012 | Great Expectations                        | Trung sĩ                |                             |
| 2013 | The Selfish Giant                         | Johnny Jones            |                             |
| 2014 | Vệ binh dải Ngân hà                       | Ravager Pilot           |                             |
| 2014 | Mật vụ Kingsman                           | Cảnh sát                |                             |
| 2015 | Phù thủy                                  | William                 |                             |
| 2016 | Thợ săn: Cuộc chiến mùa đông              | Barkeep                 |                             |
| 2017 | Soundtrack                                | Mark                    |                             |
| 2017 | Star Wars: Jedi cuối cùng                 | Đại tá Ansiv Garmuth    | Cảnh đã bị xóa              |
| 2018 | Vụ cướp trong tâm bão                     | Connor Perkins          |                             |
| 2018 | Ready Player One: Đấu trường ảo           | Rick                    |                             |
| 2018 | The Ballad of Buster Scruggs              | Posse Leader            | Phân đoạn: "Near Algodones" |
| 2020 | Dolittle                                  | Arnall Stubbins         | Hậu kỳ                      |
| 2020 | The Boy 2                                 | Joseph                  | Hậu kỳ                      |
| 2020 | Here Are the Young Men                    |                         | Hậu kỳ                      |
| 2020 | Green Knight                              |                         | Hậu kỳ                      |
| 2021 | Gunpowder Milkshake                       | Jim McAlester           |                             |
| 2024 | Điềm báo của quỷ                          | Cha Brennan             |                             |
| 2024 | Ma cà rồng Nosferatu                      | Tiến sĩ Wilhelm Sievers |                             |

### Phim truyền hình
| Năm        | Tựa đề                                    | Vai                                                                                 | Ghi chú                                  |
| ---------- | ----------------------------------------- | ----------------------------------------------------------------------------------- | ---------------------------------------- |
| 1993       | Spender                                   | Alex                                                                                | Tập: "Best Friends"                      |
| 1993–2009  | The Bill                                  | Alan Trent / Greg Simm / Robert Carmichael / Paul Gibson / Billy Wylie / Derek Crew | 8 tập                                    |
| 1994       | All Quiet on the Preston Front            | Iggy                                                                                | Tập: "Diesel's Garage"                   |
| 1994       | 99-1                                      | Brian                                                                               | Tập: "The Cost of Living"                |
| 1994       | Royce                                     | Newfold                                                                             |                                          |
| 1994       | The Cinder Path                           | Arthur Benton                                                                       | Phim truyền hình ngắn tập                |
| 1994       | Screen Two                                | Cảnh sát                                                                            | Tập: "O Mary This London"                |
| 1995       | Harry                                     | Wayne                                                                               | Tập: "#2.5"                              |
| 1995       | Out of the Blue                           | Ricki Sellars                                                                       | Tập: "#1.2"                              |
| 1995       | Chandler & Co                             | Roderick Tully                                                                      | Tập: "End of Term"                       |
| 1996       | Goodnight Sweetheart                      | Donald                                                                              | Tập: "There's Something About a Soldier" |
| 1996       | This Life                                 | Jessop                                                                              | Tập: "Sex, Lies and Muesli Yoghurt"      |
| 1996       | Kiss and Tell                             | Sergeant Beddowes                                                                   |                                          |
| 1997       | Kavanagh QC                               | DCI Chris Sampson                                                                   | Tập: "The Ties That Bind"                |
| 1998       | Dangerfield                               | Jake Gilmore                                                                        | Tập: "Local Colour"                      |
| 1998       | Children of the New Forest                | William Hammond                                                                     |                                          |
| 1998–2002  | Playing the Field                         | Luke Mullen                                                                         | 32 tập                                   |
| 1998, 2005 | Heartbeat                                 | Tel Philips / Corporal Fisher                                                       | 2 tập                                    |
| 1999       | Touching Evil                             | Chris Wray                                                                          | 2 tập                                    |
| 1999       | Bostock's Cup                             | Clive Kennard                                                                       |                                          |
| 2001–2003  | The Office                                | Chris Finch                                                                         | 7 tập                                    |
| 2002       | Dangerfield                               | Clive Kennard                                                                       |                                          |
| 2002       | Spooks                                    | Sam Walker                                                                          | Tập: "One Last Dance"                    |
| 2002       | Holby City                                | Dale Warner                                                                         | Tập: "Calculated Risks"                  |
| 2002, 2011 | Doctors                                   | Billy Hollins / Martin Davies                                                       | 2 tập                                    |
| 2003       | The Afternoon Play                        | Rob Coles                                                                           | Tập: "The Real Arnie Griffin"            |
| 2003       | In Deep                                   | Craig                                                                               | Tập: "Character Assassins: Part 1"       |
| 2003       | Thursday the 12th                         | Collins                                                                             |                                          |
| 2003       | Strange                                   | Bill                                                                                | Tập: "Dubik"                             |
| 2003       | Between the Sheets                        | Mark Ainsley                                                                        | 6 tập                                    |
| 2004       | Black Books                               | Richard (lồng tiếng)                                                                | Tập: "Moo-Ma and Moo-Pa"                 |
| 2004       | Blue Murder                               | Bob Urwin                                                                           | Tập: "Lonely"                            |
| 2004       | A Line in the Sand                        | Det. Sgt. Bill Davies                                                               | Phim truyền hình ngắn tập                |
| 2005       | The Walk                                  | Lawrence                                                                            |                                          |
| 2005       | Murder in Suburbia                        | William Marshal                                                                     | Tập: "Dogs"                              |
| 2005       | Coronation Street                         | Zack                                                                                | 9 tập                                    |
| 2005       | ShakespeaRe-Told                          | Barry                                                                               | Tập: "Macbeth"                           |
| 2005       | The Virgin Queen                          | Dr. William Cowes                                                                   | 2 tập                                    |
| 2005, 2008 | Casualty                                  | Raymond Thurber / Martin Woodbridge                                                 | 2 tập                                    |
| 2006       | Missing                                   | DCI John Carter                                                                     | 2 tập                                    |
| 2006       | Dalziel and Pascoe                        | James Maddern                                                                       | Tập: "The Cave Woman"                    |
| 2006       | The Only Boy for Me                       | Lawrence                                                                            |                                          |
| 2006       | Losing It                                 | Mr. Granger                                                                         |                                          |
| 2006–2007  | Suburban Shootout                         | Jeremy Hazledine                                                                    | 11 tập                                   |
| 2007       | Die Ludolfs – 4 Brüder auf'm Schrottplatz | Người dẫn chuyện (lồng tiếng)                                                       | Tập: "Flower Power in Dernbach"          |
| 2007       | Lead Balloon                              | Bob Marlin                                                                          | Tập: "Giraffe"                           |
| 2008       | Waking the Dead                           | Frank Monk                                                                          | Tập: "Wound" Parts 1 & 2                 |
| 2008       | New Tricks                                | D.I. Hamilton                                                                       | Tập: "Mad Dogs"                          |
| 2009–2010  | Waterloo Road                             | John Fry                                                                            | 6 tập                                    |
| 2010       | The IT Crowd                              | Paul the Masseuse                                                                   | Tập: "Something Happened"                |
| 2010       | Merlin                                    | Jarl                                                                                | Tập: "The Coming of Arthur: Part One"    |
| 2011       | The Body Farm                             | Miles Leyton                                                                        | Tập: "You've Got Visitors"               |
| 2011–2012  | Case Sensitive                            | DC Colin Sellers                                                                    | Phim truyền hình ngắn tập 4 phần         |
| 2012       | Trò chơi vương quyền                      | Dagmer Cleftjaw                                                                     | 5 tập                                    |
| 2012       | Secret State                              | Sgt. Wrigglesworth                                                                  | Phim truyền hình ngắn tập 4 phần         |
| 2013       | Pramface                                  | DS Sullivan                                                                         | Tập: "Tinker, Tiger, Lobster"            |
| 2013       | Count Arthur Strong                       | Cảnh sát Roger                                                                      | Tập: "Arthur.com"                        |
| 2013       | Vera                                      | Ross Strachan                                                                       | Tập: "Prodigal Son"                      |
| 2013       | Ambassadors                               | Đại úy Jones                                                                        | Tập: "The Tazbek Spring"                 |
| 2014       | Inspector George Gently                   | Arthur Hawkes                                                                       | Tập: "Gently Going Under"                |
| 2014       | New Worlds                                | Stackpole                                                                           | 2 tập                                    |
| 2015       | Drunk History                             | Vua Henry II                                                                        | Tập: "Episode Seven"                     |
| 2015       | Bluestone 42                              | Mike Slater                                                                         | Tập: "#3.2"                              |
| 2015       | The Interceptor                           | Yorkie                                                                              | Tập: "Episode 6"                         |
| 2015       | Prey                                      | DCI Mike Ward                                                                       | 3 tập                                    |
| 2016       | Peaky Blinders                            | Connor Nutley                                                                       | 2 tập                                    |
| 2016       | Porridge                                  | Richie Weeks                                                                        |                                          |
| 2017       | Sherlock                                  | Vince                                                                               | Tập: "The Final Problem"                 |
| 2017       | Absentia                                  | Adam Radford                                                                        | 10 tập                                   |
| 2017       | Star vs. the Forces of Evil               | Demoncist (lồng tiếng)                                                              | Tập: "Demoncism/Sophomore Slump"         |
| 2018       | Rapunzel's Tangled Adventure              | Cutter (lồng tiếng)                                                                 | Tập: "Beyond the Corona Walls"           |
| 2018       | Salvage Hunters                           | Lồng tiếng cho Over                                                                 |                                          |
| 2019       | Chernobyl                                 | General Nikolai Tarakanov                                                           | 2 tập                                    |
| 2019       | The Dark Crystal: Age of Resistance       | The Hunter (skekMal) (lồng tiếng)                                                   | Phim truyền hình Netflix                 |